# 共用施設 (マンション)
共用施設（きょうようしせつ）とは、住居用マンションに住む住民が共同で使用できる施設のことを言う。建物の区分所有等に関する法律では、専有部分と共用部分が定義されているが、共用施設は共用部分にあたる。共用施設は全住民が使用できる生活利便性のある施設を特に意味しているため、共用部分であっても柱や壁、ベランダなどについては、共用施設と通常呼ばない。管理責任は管理組合にあるが、マンション管理会社に管理を委託していることが多い。売店の運営などはさらに業者に再委託することがある。
共用施設の設置には建築費、ランニングコストがかかるため、一戸あたりの負担が小さく済む大規模マンションで多く設置される傾向にある。

## 共用施設の例
- 集会室、会議室
- ゲストルーム
- 駐車場、駐輪場
- キッズルーム、託児所
- 公園 - 住民専用の場合と、誰でも入れる公開空地の場合がある。
- 売店、コンビニエンスストア - 通常、住民専用ではないが、実質的に顧客がほとんど住民のことは多い。
- プール
- トレーニングジム
- パーティルーム
- マスターズマンション（高齢者向け分譲マンション）には、大浴場やレストランが設置されている。